# Purificatori
I Purificatori (Purifiers) sono un gruppo di terroristi che agiscono all'interno dell'universo Marvel in diretta opposizione agli X-Men. Creati da Chris Claremont (testi) e Brent Anderson (disegni), apparvero per la prima volta nella graphic novel X-Men: God Loves, Man Kills. Forza militare composta da fondamentalisti cristiani e guidata dal reverendo William Stryker, i Purificatori hanno come principale obiettivo quello di sterminare, attraverso una guerra purificatrice, l'intera razza mutante, vista come progenie del diavolo.
Dopo la loro prima apparizione, quasi scomparvero dalla scena fumettistica per poi farvi ritorno sulle pagine di New X-Men, giocare un importante ruolo nel crossover Messiah Complex ed infine diventare uno dei principali antagonisti della nuova formazione X-Force.

## Biografia del gruppo

### Dio ama, l'Uomo uccide
La prima apparizione dei Purificatori risale al tempo in cui essi vennero formati per aiutare il reverendo William Stryker nella sua personale crociata contro i mutanti. Secondo il piano, alcuni di loro avrebbero dovuto eliminare gli obiettivi scomodi, come Xavier e gli X-Men, mentre altri avrebbero dovuto proteggere la chiesa che era stata adibita a quartier generale, contro le eventuali rappresaglie mutanti come Magneto. Tuttavia, fu proprio un Purificatore a mettere fine al genocidio, fermando Styker appena prima che uccidesse la giovane Kitty Pryde. Con il reverendo dietro le sbarre, lentamente l'organizzazione di sciolse.

### New X-Men
A seguito della fuga di Stryker dalla prigione, aiutato in questo da Lady Deathstrike, i Purificatori si riformarono. Tornato nella sua chiesa d'origine, il reverendo trovò ad attenderlo un danneggiato Nimrod, sentinella tecnologicamente avanzata proveniente dal futuro, e decise di utilizzare la sua conoscenza per salvare le vite di coloro che potevano essere utili alla causa di Dio e nel mentre incrementare le file del suo esercito personale. Si riuscì così a salvare la vita del killer Matthew Risman e di molti altri, inoltre Stryker commissionò ad una sezione del programma Arma X, conosciuta con il nome di Facility, la creazione del Predatore X, essere che sarebbe tornato utile nella futura guerra contro l'anticristo mutante. Col supporto di nuove tecnologie e l'apporto di nuovi elementi, Stryker diede inizio alla fase preliminare del suo piano: l'eliminazione delle mutanti Wallflower e Dust, uniche in grado di mettere in crisi il loro piano. Dopo gli eventi di House of M e la decimazione, dove oltre il novantotto percento dei mutanti persero i loro poteri, i Purificatori diedero inizio alla loro guerra santa cominciando con la distruzione di un bus di studenti depotenziati proveniente dallo Xavier Institute. I morti furono quarantacinque, a cui si aggiunsero Wallflower, Icarus (a cui furono barbaramente amputate le ali) e Quill, ma il vero scontro fu all'interno dell'istituto, dove una squadra guidata personalmente da Stryker tentò di eliminare tutti i membri dei New X-Men, oltre ad Emma Frost e Cannonball. Dopo l'assassinio di Quill, l'attacco venne fermato ed i Purificatori messi in fuga dalla morte dello stesso Stryker per mano di Elixir e dall'arrivo degli X-Men.
Con la morte del reverendo, Matthew Risman, prese il comando dei Purificatori con lo scopo di ricostruirne la forza e il numero in modo da essere pronti per l'ormai prossima venuta dell'anticristo mutante.

### Messiah Complex
Assieme ai Marauders e agli X-Men, i Purificatori sono uno dei gruppi che va alla ricerca della prima mutante nata dopo l'M-Day. Essi si recano quindi a Cooperstown, in Alaska dove cominciano a sterminare indiscriminatamente chiunque capiti loro a tiro per essere sicuri di eliminare la minaccia mutante. Nel mentre, vengono raggiunti dai Marauders ed inizia così una battaglia nella quale l'esercito di Dio perse numerosi elementi. Intanto, Rictor di X-Factor, su suggerimento di Ciclope s'infiltra in una delle loro chiese e riesce a scoprire che la piccola non si trova nelle loro mani. In seguito, i New X-Men, ancora convinti che fossero stati loro ad aver rapito la bimba, e desiderosi di vendicare i propri amici uccisi, decisero di assaltare una la loro base di Washington per poi essere fermati da Lady Deathstrike e dai suoi Reavers, ora associati dei Purificatori. I New X-Men riescono infine a fuggire grazie a Pixie, ma senza che prima Satiro venga ferito gravemente dalla cyborg, che assieme ai suoi Reavers sarà più tardi sconfitta dalla nuova formazione di X-Force guidata da Wolverine.

### X-Force
Poco dopo gli eventi di Messiah Complex, i Purificatori fecero una sortita all'interno di uno dei depositi dello S.H.I.E.L.D. per trafugare un misterioso contenitore avente al suo interno la testa dell'androide Bastion che connessero poi al corpo ormai inerte della sentinella Nimrod. Nel frattempo su ordine di Ciclope, X-Force individuò il covo di Matthew Risman, che presa però in ostaggio Wolfsbane riuscì a fuggire. La mutante venne così torturata da uno dei membri dell'esercito di Dio, che altri non era se non suo padre, e ritrovata in stato di overdose dagli altri membri del gruppo. Intanto, un ricostruito Bastion decise che era tempo di risvegliare la creatura aliena tecnorganica Magus dai fondali oceanici nei quali riposava, ed estratta una piccola porzione del suo corpo la utilizzò sia per rianimare e soggiogare tutti gli oppositori mutanti che erano periti nel corso della loro battaglia contro la progenie del diavolo, che per porli sotto la propria volontà.

## Membri e gerarchie
- Reverendo William Stryker. Deceduto e rianimato. Fondatore e primo leader dei Purificatori. Ucciso per mano di Elixir.
- Padre Matthew Risman. Deceduto. Secondo leader. Sfregiato per mano di Dust ed ucciso da X-23.
- Bastion. Terzo leader.
- Eli Bard. Ogni informazione sul suo conto è irreperibile.
- Reverendo Craig. Deceduto. Padre biologico di Wolfsbane, ucciso per sua mano.
- Jack Abrams. Purificatore presente durante l'assalto allo Xavier Institute.
- Fratello Paul McGuinness. Purificatore presente durante l'assalto allo Xavier Institute.
- Sorella Mary. Purificatrice presente durante l'assalto allo Xavier Institute.
- Regina Lebbrosa. Soggiogata. Fondatrice e leader della Lega Sapiens.
- Donald Pierce. Soggiogato. Cyborg e leader dei Reavers.
- Cameron Hodge. Deceduto e rianimato. Fondatore del Right, gruppo anti-mutanti.
- Graydon Creed. Deceduto e rianimato. Figlio di Sabretooth e Mystica. Fondatore degli Amici dell'Umanità.
- Bolivar Trask. Deceduto e rianimato. Ideatore del progetto Sentinella.
- Stephen Lang. Deceduto e rianimato. Ideatore del progetto Armageddon.
- Joaquin Murrieta. Affiliato ai Purificatori, in realtà uno degli alias di Rictor.
- Taylor. Purificatore espulso responsabile della cattura dei membri di X-Factor per mano di Arcade.

### Coro
Dopo aver utilizzato una condizionata Wolfsbane per strappare le ali a Warren, con l'aiuto di Facility, Riseman fa impiantare la tecnologia di Apocalisse contenuta nel sangue delle appendici ad un numero imprecisato di Purificatori. Questi, assunto il nome di Coro vengono utilizzati come forza personale di Riseman da contrapporre all'esercito di fanatici guidato da Bastion. Utilizzando le ali metalliche fornite dal sangue di Warren, questa nuova fazione si pone come obiettivo quello di sradicare la minaccia mutante dal pianeta. A capo del Coro, troviamo Gabriel, primo soggetto ad essersi sottoposto volontariamente al trattamento.

## Armamentario
Essendo umani, i Purificatori non possiedono abilità da contrapporre ai loro nemici e perciò fanno affidamento esclusivamente sulla tecnologia messa a loro disposizione. Dovendo inoltre essere preparati a qualsiasi situazione vengono, fin dalla loro affiliazione, addestrati in qualsiasi arte marziale o più generalmente in qualsiasi tipo di combattimento corpo-a-corpo, oltre che nell'utilizzo di armi da fuoco e da taglio.